# Баргарх
Баргарх (англ. Bargarh, ория ବରଗଡ଼) — город в индийском штате Орисса. Административный центр округа Баргарх.

## География
Баргарх расположен вблизи границы со штатом Чхаттисгарх. Средняя высота над уровнем моря — 170 метров.

## Население
По данным всеиндийской переписи 2001 года, в городе проживало 63 651 человек, из которых мужчины составляли 52 %, женщины — соответственно 48 %. Уровень грамотности взрослого населения составлял 72 % (при общеиндийском показателе 59,5 %). 11 % населения было представлено лицами младше 6 лет.

## Экономика
Экономика города основана главным образом на сельском хозяйстве. Имеется также цементный завод и фабрики по производству сахара и пряжи.